# Pandemia di COVID-19 in Pakistan
Il primo caso della pandemia di COVID-19 in Pakistan è stato confermato il 27 febbraio 2020, si trattava di uno studente del Karachi tornato dall'Iran.

## Antefatti
Il 12 gennaio 2020, l'Organizzazione mondiale della sanità (OMS) ha confermato che un nuovo coronavirus era la causa di una nuova infezione polmonare che aveva colpito diversi abitanti della città di Wuhan, nella provincia cinese dell'Hubei, il cui caso era stato portato all'attenzione dell'OMS il 31 dicembre 2019.
Sebbene nel tempo il tasso di mortalità del COVID-19 si sia rivelato decisamente più basso di quello dell'epidemia di SARS che aveva imperversato nel 2003, la trasmissione del virus SARS-CoV-2, alla base del COVID-19, è risultata essere molto più ampia di quella del precedente virus del 2003, ed ha portato a un numero totale di morti molto più elevato.
Il 5 maggio 2023, l'Organizzazione mondiale della sanità dichiara ufficialmente la fine della pandemia.

## Andamento dei contagi
| Data                                                                         | Data       |  | Numero di casi  | Numero di morti |
| ---------------------------------------------------------------------------- | ---------- |  | --------------- | --------------- |
| 26-02-2020                                                                   | 26-02-2020 |  | 2(N.D.)         |                 |
| ⋮                                                                            | ⋮          |  | 2(=)            |                 |
| 29-02-2020                                                                   | 29-02-2020 |  | 4(+100%)        |                 |
| ⋮                                                                            | ⋮          |  | 4(=)            |                 |
| 03-03-2020                                                                   | 03-03-2020 |  | 5(+25%)         |                 |
| 04-03-2020                                                                   | 04-03-2020 |  | 5(=)            |                 |
| 05-03-2020                                                                   | 05-03-2020 |  | 6(+20%)         |                 |
| ⋮                                                                            | ⋮          |  | 6(=)            |                 |
| 09-03-2020                                                                   | 09-03-2020 |  | 7(+17%)         |                 |
| 10-03-2020                                                                   | 10-03-2020 |  | 16(+129%)       |                 |
| 11-03-2020                                                                   | 11-03-2020 |  | 19(+19%)        |                 |
| 12-03-2020                                                                   | 12-03-2020 |  | 20(+5,3%)       |                 |
| 13-03-2020                                                                   | 13-03-2020 |  | 21(+5%)         |                 |
| 14-03-2020                                                                   | 14-03-2020 |  | 28(+33%)        |                 |
| 15-03-2020                                                                   | 15-03-2020 |  | 31(+11%)        |                 |
| 16-03-2020                                                                   | 16-03-2020 |  | 53(+71%)        |                 |
| 17-03-2020                                                                   | 17-03-2020 |  | 187(+253%)      |                 |
| 18-03-2020                                                                   | 18-03-2020 |  | 241(+29%)       |                 |
| 19-03-2020                                                                   | 19-03-2020 |  | 302(+25%)       | 2(N.D.)         |
| 20-03-2020                                                                   | 20-03-2020 |  | 461(+53%)       | 2(=)            |
| 21-03-2020                                                                   | 21-03-2020 |  | 495(+7,4%)      | 3(+50%)         |
| 22-03-2020                                                                   | 22-03-2020 |  | 646(+31%)       | 3(=)            |
| 23-03-2020                                                                   | 23-03-2020 |  | 784(+21%)       | 5(+67%)         |
| 24-03-2020                                                                   | 24-03-2020 |  | 887(+13%)       | 6(+20%)         |
| 25-03-2020                                                                   | 25-03-2020 |  | 991(+12%)       | 7(+17%)         |
| 26-03-2020                                                                   | 26-03-2020 |  | 1 057(+6,7%)    | 8(+14%)         |
| 27-03-2020                                                                   | 27-03-2020 |  | 1 197(+13%)     | 9(+12%)         |
| 28-03-2020                                                                   | 28-03-2020 |  | 1 408(+18%)     | 11(+22%)        |
| 29-03-2020                                                                   | 29-03-2020 |  | 1 526(+8,4%)    | 13(+18%)        |
| 30-03-2020                                                                   | 30-03-2020 |  | 1 625(+6,5%)    | 18(+38%)        |
| 31-03-2020                                                                   | 31-03-2020 |  | 1 865(+15%)     | 25(+39%)        |
| 01-04-2020                                                                   | 01-04-2020 |  | 2 039(+9,3%)    | 26(+4%)         |
| 02-04-2020                                                                   | 02-04-2020 |  | 2 291(+12%)     | 31(+19%)        |
| 03-04-2020                                                                   | 03-04-2020 |  | 2 450(+6,9%)    | 35(+13%)        |
| 04-04-2020                                                                   | 04-04-2020 |  | 2 640(+7,8%)    | 36(+2,9%)       |
| 05-04-2020                                                                   | 05-04-2020 |  | 2 818(+6,7%)    | 41(+14%)        |
| 06-04-2020                                                                   | 06-04-2020 |  | 3 062(+8,7%)    | 45(+9,8%)       |
| 07-04-2020                                                                   | 07-04-2020 |  | 3 556(+16%)     | 51(+13%)        |
| 08-04-2020                                                                   | 08-04-2020 |  | 4 005(+13%)     | 55(+7,8%)       |
| 09-04-2020                                                                   | 09-04-2020 |  | 4 207(+5%)      | 61(+11%)        |
| 10-04-2020                                                                   | 10-04-2020 |  | 4 489(+6,7%)    | 63(+3,3%)       |
| 11-04-2020                                                                   | 11-04-2020 |  | 4 695(+4,6%)    | 66(+4,8%)       |
| 12-04-2020                                                                   | 12-04-2020 |  | 5 011(+6,7%)    | 86(+30%)        |
| 13-04-2020                                                                   | 13-04-2020 |  | 5 230(+4,4%)    | 91(+5,8%)       |
| 14-04-2020                                                                   | 14-04-2020 |  | 5 496(+5,1%)    | 93(+2,2%)       |
| 15-04-2020                                                                   | 15-04-2020 |  | 5 837(+6,2%)    | 96(+3,2%)       |
| 16-04-2020                                                                   | 16-04-2020 |  | 6 383(+9,4%)    | 111(+16%)       |
| 17-04-2020                                                                   | 17-04-2020 |  | 6 919(+8,4%)    | 128(+15%)       |
| 18-04-2020                                                                   | 18-04-2020 |  | 7 025(+1,5%)    | 135(+5,5%)      |
| 19-04-2020                                                                   | 19-04-2020 |  | 7 638(+8,7%)    | 144(+6,7%)      |
| 20-04-2020                                                                   | 20-04-2020 |  | 8 348(+9,3%)    | 168(+17%)       |
| 21-04-2020                                                                   | 21-04-2020 |  | 8 418(+0,84%)   | 176(+4,8%)      |
| 22-04-2020                                                                   | 22-04-2020 |  | 9 565(+14%)     | 201(+14%)       |
| 23-04-2020                                                                   | 23-04-2020 |  | 10 076(+5,3%)   | 212(+5,5%)      |
| 24-04-2020                                                                   | 24-04-2020 |  | 11 057(+9,7%)   | 235(+11%)       |
| 25-04-2020                                                                   | 25-04-2020 |  | 11 940(+8%)     | 253(+7,7%)      |
| 26-04-2020                                                                   | 26-04-2020 |  | 12 723(+6,6%)   | 269(+6,3%)      |
| 27-04-2020                                                                   | 27-04-2020 |  | 13 328(+4,8%)   | 281(+4,5%)      |
| 28-04-2020                                                                   | 28-04-2020 |  | 13 915(+4,4%)   | 292(+3,9%)      |
| 29-04-2020                                                                   | 29-04-2020 |  | 14 612(+5%)     | 312(+6,8%)      |
| 30-04-2020                                                                   | 30-04-2020 |  | 15 525(+6,2%)   | 343(+9,9%)      |
| 01-05-2020                                                                   | 01-05-2020 |  | 16 817(+8,3%)   | 385(+12%)       |
| 02-05-2020                                                                   | 02-05-2020 |  | 18 114(+7,7%)   | 417(+8,3%)      |
| 03-05-2020                                                                   | 03-05-2020 |  | 19 103(+5,5%)   | 440(+5,5%)      |
| 04-05-2020                                                                   | 04-05-2020 |  | 20 186(+5,7%)   | 462(+5%)        |
| 05-05-2020                                                                   | 05-05-2020 |  | 21 501(+6,5%)   | 486(+5,2%)      |
| 06-05-2020                                                                   | 06-05-2020 |  | 22 049(+2,5%)   | 514(+5,8%)      |
| 07-05-2020                                                                   | 07-05-2020 |  | 23 214(+5,3%)   | 544(+5,8%)      |
| 08-05-2020                                                                   | 08-05-2020 |  | 24 644(+6,2%)   | 585(+7,5%)      |
| 09-05-2020                                                                   | 09-05-2020 |  | 26 435(+7,3%)   | 599(+2,4%)      |
| 10-05-2020                                                                   | 10-05-2020 |  | 28 736(+8,7%)   | 636(+6,2%)      |
| 11-05-2020                                                                   | 11-05-2020 |  | 30 334(+5,6%)   | 659(+3,6%)      |
| 12-05-2020                                                                   | 12-05-2020 |  | 30 941(+2%)     | 667(+1,2%)      |
| 13-05-2020                                                                   | 13-05-2020 |  | 32 674(+5,6%)   | 724(+8,5%)      |
| 14-05-2020                                                                   | 14-05-2020 |  | 34 336(+5,1%)   | 737(+1,8%)      |
| 15-05-2020                                                                   | 15-05-2020 |  | 35 788(+4,2%)   | 770(+4,5%)      |
| 16-05-2020                                                                   | 16-05-2020 |  | 37 218(+4%)     | 803(+4,3%)      |
| 17-05-2020                                                                   | 17-05-2020 |  | 38 799(+4,2%)   | 834(+3,9%)      |
| 18-05-2020                                                                   | 18-05-2020 |  | 40 151(+3,5%)   | 873(+4,7%)      |
| 19-05-2020                                                                   | 19-05-2020 |  | 42 125(+4,9%)   | 903(+3,4%)      |
| 20-05-2020                                                                   | 20-05-2020 |  | 43 966(+4,4%)   | 939(+4%)        |
| 21-05-2020                                                                   | 21-05-2020 |  | 45 898(+4,4%)   | 985(+4,9%)      |
| 22-05-2020                                                                   | 22-05-2020 |  | 48 091(+4,8%)   | 1 017(+3,2%)    |
| 23-05-2020                                                                   | 23-05-2020 |  | 50 694(+5,4%)   | 1 067(+4,9%)    |
| 24-05-2020                                                                   | 24-05-2020 |  | 52 437(+3,4%)   | 1 101(+3,2%)    |
| 25-05-2020                                                                   | 25-05-2020 |  | 54 601(+4,1%)   | 1 133(+2,9%)    |
| 26-05-2020                                                                   | 26-05-2020 |  | 56 349(+3,2%)   | 1 167(+3%)      |
| 27-05-2020                                                                   | 27-05-2020 |  | 57 705(+2,4%)   | 1 197(+2,6%)    |
| 28-05-2020                                                                   | 28-05-2020 |  | 59 151(+2,5%)   | 1 225(+2,3%)    |
| 29-05-2020                                                                   | 29-05-2020 |  | 61 227(+3,5%)   | 1 260(+2,9%)    |
| 30-05-2020                                                                   | 30-05-2020 |  | 64 028(+4,6%)   | 1 317(+4,5%)    |
| 31-05-2020                                                                   | 31-05-2020 |  | 66 457(+3,8%)   | 1 395(+5,9%)    |
| 01-06-2020                                                                   | 01-06-2020 |  | 69 496(+4,6%)   | 1 483(+6,3%)    |
| 02-06-2020                                                                   | 02-06-2020 |  | 72 460(+4,3%)   | 1 543(+4%)      |
| 03-06-2020                                                                   | 03-06-2020 |  | 76 398(+5,4%)   | 1 621(+5,1%)    |
| 04-06-2020                                                                   | 04-06-2020 |  | 80 463(+5,3%)   | 1 688(+4,1%)    |
| 05-06-2020                                                                   | 05-06-2020 |  | 85 264(+6%)     | 1 770(+4,9%)    |
| 06-06-2020                                                                   | 06-06-2020 |  | 89 249(+4,7%)   | 1 838(+3,8%)    |
| 07-06-2020                                                                   | 07-06-2020 |  | 93 983(+5,3%)   | 1 935(+5,3%)    |
| 08-06-2020                                                                   | 08-06-2020 |  | 98 943(+5,3%)   | 2 002(+3,5%)    |
| 09-06-2020                                                                   | 09-06-2020 |  | 103 671(+4,8%)  | 2 067(+3,2%)    |
| 10-06-2020                                                                   | 10-06-2020 |  | 108 317(+4,5%)  | 2 172(+5,1%)    |
| 11-06-2020                                                                   | 11-06-2020 |  | 113 702(+5%)    | 2 255(+3,8%)    |
| 12-06-2020                                                                   | 12-06-2020 |  | 119 536(+5,1%)  | 2 356(+4,5%)    |
| 13-06-2020                                                                   | 13-06-2020 |  | 125 933(+5,4%)  | 2 463(+4,5%)    |
| 14-06-2020                                                                   | 14-06-2020 |  | 132 405(+5,1%)  | 2 551(+3,6%)    |
| 15-06-2020                                                                   | 15-06-2020 |  | 139 230(+5,2%)  | 2 632(+3,2%)    |
| 16-06-2020                                                                   | 16-06-2020 |  | 144 478(+3,8%)  | 2 729(+3,7%)    |
| 17-06-2020                                                                   | 17-06-2020 |  | 148 921(+3,1%)  | 2 839(+4%)      |
| 18-06-2020                                                                   | 18-06-2020 |  | 154 760(+3,9%)  | 2 975(+4,8%)    |
| 19-06-2020                                                                   | 19-06-2020 |  | 160 118(+3,5%)  | 3 093(+4%)      |
| 20-06-2020                                                                   | 20-06-2020 |  | 165 062(+3,1%)  | 3 229(+4,4%)    |
| 21-06-2020                                                                   | 21-06-2020 |  | 171 666(+4%)    | 3 382(+4,7%)    |
| 22-06-2020                                                                   | 22-06-2020 |  | 176 617(+2,9%)  | 3 501(+3,5%)    |
| 23-06-2020                                                                   | 23-06-2020 |  | 181 088(+2,5%)  | 3 590(+2,5%)    |
| 24-06-2020                                                                   | 24-06-2020 |  | 185 034(+2,2%)  | 3 695(+2,9%)    |
| 25-06-2020                                                                   | 25-06-2020 |  | 188 926(+2,1%)  | 3 755(+1,6%)    |
| 26-06-2020                                                                   | 26-06-2020 |  | 192 970(+2,1%)  | 3 903(+3,9%)    |
| 27-06-2020                                                                   | 27-06-2020 |  | 195 745(+1,4%)  | 3 962(+1,5%)    |
| 28-06-2020                                                                   | 28-06-2020 |  | 198 883(+1,6%)  | 4 035(+1,8%)    |
| 29-06-2020                                                                   | 29-06-2020 |  | 202 955(+2%)    | 4 118(+2,1%)    |
| 30-06-2020                                                                   | 30-06-2020 |  | 206 510(+1,8%)  | 4 167(+1,2%)    |
| 01-07-2020                                                                   | 01-07-2020 |  | 209 337(+1,4%)  | 4 304(+3,3%)    |
| 02-07-2020                                                                   | 02-07-2020 |  | 213 470(+2%)    | 4 395(+2,1%)    |
| 03-07-2020                                                                   | 03-07-2020 |  | 217 809(+2%)    | 4 473(+1,8%)    |
| 04-07-2020                                                                   | 04-07-2020 |  | 221 896(+1,9%)  | 4 551(+1,7%)    |
| 05-07-2020                                                                   | 05-07-2020 |  | 225 283(+1,5%)  | 4 619(+1,5%)    |
| 06-07-2020                                                                   | 06-07-2020 |  | 228 474(+1,4%)  | 4 712(+2%)      |
| 07-07-2020                                                                   | 07-07-2020 |  | 231 818(+1,5%)  | 4 762(+1,1%)    |
| 08-07-2020                                                                   | 08-07-2020 |  | 234 509(+1,2%)  | 4 839(+1,6%)    |
| 09-07-2020                                                                   | 09-07-2020 |  | 237 489(+1,3%)  | 4 922(+1,7%)    |
| 10-07-2020                                                                   | 10-07-2020 |  | 240 848(+1,4%)  | 4 983(+1,2%)    |
| 11-07-2020                                                                   | 11-07-2020 |  | 243 599(+1,1%)  | 5 058(+1,5%)    |
| 12-07-2020                                                                   | 12-07-2020 |  | 246 351(+1,1%)  | 5 123(+1,3%)    |
| 13-07-2020                                                                   | 13-07-2020 |  | 248 872(+1%)    | 5 197(+1,4%)    |
| 14-07-2020                                                                   | 14-07-2020 |  | 251 625(+1,1%)  | 5 266(+1,3%)    |
| 15-07-2020                                                                   | 15-07-2020 |  | 253 604(+0,79%) | 5 320(+1%)      |
| 16-07-2020                                                                   | 16-07-2020 |  | 255 769(+0,85%) | 5 386(+1,2%)    |
| 17-07-2020                                                                   | 17-07-2020 |  | 257 914(+0,84%) | 5 426(+0,74%)   |
| 18-07-2020                                                                   | 18-07-2020 |  | 259 999(+0,81%) | 5 475(+0,9%)    |
| 19-07-2020                                                                   | 19-07-2020 |  | 261 917(+0,74%) | 5 522(+0,86%)   |
| 20-07-2020                                                                   | 20-07-2020 |  | 263 493(+0,6%)  | 5 568(+0,83%)   |
| 21-07-2020                                                                   | 21-07-2020 |  | 265 083(+0,6%)  | 5 599(+0,56%)   |
| 22-07-2020                                                                   | 22-07-2020 |  | 266 096(+0,38%) | 5 639(+0,71%)   |
| 23-07-2020                                                                   | 23-07-2020 |  | 267 428(+0,5%)  | 5 677(+0,67%)   |
| 24-07-2020                                                                   | 24-07-2020 |  | 269 191(+0,66%) | 5 709(+0,56%)   |
| 25-07-2020                                                                   | 25-07-2020 |  | 270 400(+0,45%) | 5 763(+0,95%)   |
| 26-07-2020                                                                   | 26-07-2020 |  | 271 887(+0,55%) | 5 787(+0,42%)   |
| 27-07-2020                                                                   | 27-07-2020 |  | 273 113(+0,45%) | 5 822(+0,6%)    |
| 28-07-2020                                                                   | 28-07-2020 |  | 274 289(+0,43%) | 5 842(+0,34%)   |
| 29-07-2020                                                                   | 29-07-2020 |  | 275 275(+0,36%) | 5 865(+0,39%)   |
| 30-07-2020                                                                   | 30-07-2020 |  | 276 300(+0,37%) | 5 890(+0,43%)   |
| 31-07-2020                                                                   | 31-07-2020 |  | 277 300(+0,36%) | 5 919(+0,49%)   |
| 01-08-2020                                                                   | 01-08-2020 |  | 278 305(+0,36%) | 5 951(+0,54%)   |
| 02-08-2020                                                                   | 02-08-2020 |  | 279 146(+0,3%)  | 5 970(+0,32%)   |
| 03-08-2020                                                                   | 03-08-2020 |  | 280 029(+0,32%) | 5 984(+0,23%)   |
| 04-08-2020                                                                   | 04-08-2020 |  | 280 461(+0,15%) | 5 999(+0,25%)   |
| 05-08-2020                                                                   | 05-08-2020 |  | 281 136(+0,24%) | 6 014(+0,25%)   |
| 06-08-2020                                                                   | 06-08-2020 |  | 281 863(+0,26%) | 6 035(+0,35%)   |
| 07-08-2020                                                                   | 07-08-2020 |  | 282 645(+0,28%) | 6 052(+0,28%)   |
| 08-08-2020                                                                   | 08-08-2020 |  | 283 487(+0,3%)  | 6 068(+0,26%)   |
| 09-08-2020                                                                   | 09-08-2020 |  | 284 121(+0,22%) | 6 082(+0,23%)   |
| 10-08-2020                                                                   | 10-08-2020 |  | 284 660(+0,19%) | 6 097(+0,25%)   |
| 11-08-2020                                                                   | 11-08-2020 |  | 285 191(+0,19%) | 6 112(+0,25%)   |
| 12-08-2020                                                                   | 12-08-2020 |  | 285 921(+0,26%) | 6 129(+0,28%)   |
| 13-08-2020                                                                   | 13-08-2020 |  | 286 674(+0,26%) | 6 139(+0,16%)   |
| 14-08-2020                                                                   | 14-08-2020 |  | 287 174(+0,17%) | 6 153(+0,23%)   |
| 15-08-2020                                                                   | 15-08-2020 |  | 288 041(+0,3%)  | 6 162(+0,15%)   |
| 16-08-2020                                                                   | 16-08-2020 |  | 288 716(+0,23%) | 6 168(+0,1%)    |
| 17-08-2020                                                                   | 17-08-2020 |  | 289 215(+0,17%) | 6 175(+0,11%)   |
| 18-08-2020                                                                   | 18-08-2020 |  | 289 829(+0,21%) | 6 190(+0,24%)   |
| 19-08-2020                                                                   | 19-08-2020 |  | 290 442(+0,21%) | 6 201(+0,18%)   |
| 20-08-2020                                                                   | 20-08-2020 |  | 290 958(+0,18%) | 6 209(+0,13%)   |
| 21-08-2020                                                                   | 21-08-2020 |  | 291 539(+0,2%)  | 6 219(+0,16%)   |
| 22-08-2020                                                                   | 22-08-2020 |  | 292 174(+0,22%) | 6 231(+0,19%)   |
| 23-08-2020                                                                   | 23-08-2020 |  | 292 765(+0,2%)  | 6 235(+0,06%)   |
| 24-08-2020                                                                   | 24-08-2020 |  | 293 261(+0,17%) | 6 244(+0,14%)   |
| 25-08-2020                                                                   | 25-08-2020 |  | 293 711(+0,15%) | 6 255(+0,18%)   |
| 26-08-2020                                                                   | 26-08-2020 |  | 294 193(+0,16%) | 6 267(+0,19%)   |
| 27-08-2020                                                                   | 27-08-2020 |  | 294 638(+0,15%) | 6 274(+0,11%)   |
| 28-08-2020                                                                   | 28-08-2020 |  | 295 053(+0,14%) | 6 283(+0,14%)   |
| 29-08-2020                                                                   | 29-08-2020 |  | 295 372(+0,11%) | 6 284(+0,02%)   |
| 30-08-2020                                                                   | 30-08-2020 |  | 295 636(+0,09%) | 6 288(+0,06%)   |
| 31-08-2020                                                                   | 31-08-2020 |  | 295 849(+0,07%) | 6 294(+0,1%)    |
| 01-09-2020                                                                   | 01-09-2020 |  | 296 149(+0,1%)  | 6 298(+0,06%)   |
| 02-09-2020                                                                   | 02-09-2020 |  | 296 590(+0,15%) | 6 318(+0,32%)   |
| 03-09-2020                                                                   | 03-09-2020 |  | 297 014(+0,14%) | 6 328(+0,16%)   |
| 04-09-2020                                                                   | 04-09-2020 |  | 297 512(+0,17%) | 6 335(+0,11%)   |
| 05-09-2020                                                                   | 05-09-2020 |  | 298 025(+0,17%) | 6 340(+0,08%)   |
| 06-09-2020                                                                   | 06-09-2020 |  | 298 509(+0,16%) | 6 342(+0,03%)   |
| 07-09-2020                                                                   | 07-09-2020 |  | 298 903(+0,13%) | 6 345(+0,05%)   |
| 08-09-2020                                                                   | 08-09-2020 |  | 299 233(+0,11%) | 6 350(+0,08%)   |
| 09-09-2020                                                                   | 09-09-2020 |  | 299 659(+0,14%) | 6 359(+0,14%)   |
| 10-09-2020                                                                   | 10-09-2020 |  | 299 855(+0,07%) | 6 365(+0,09%)   |
| 11-09-2020                                                                   | 11-09-2020 |  | 300 371(+0,17%) | 6 370(+0,08%)   |
| 12-09-2020                                                                   | 12-09-2020 |  | 300 955(+0,19%) | 6 373(+0,05%)   |
| 13-09-2020                                                                   | 13-09-2020 |  | 301 481(+0,17%) | 6 379(+0,09%)   |
| 14-09-2020                                                                   | 14-09-2020 |  | 302 020(+0,18%) | 6 383(+0,06%)   |
| 15-09-2020                                                                   | 15-09-2020 |  | 302 424(+0,13%) | 6 389(+0,09%)   |
| 16-09-2020                                                                   | 16-09-2020 |  | 303 089(+0,22%) | 6 393(+0,06%)   |
| 17-09-2020                                                                   | 17-09-2020 |  | 303 634(+0,18%) | 6 399(+0,09%)   |
| 18-09-2020                                                                   | 18-09-2020 |  | 304 386(+0,25%) | 6 408(+0,14%)   |
| 19-09-2020                                                                   | 19-09-2020 |  | 305 031(+0,21%) | 6 415(+0,11%)   |
| 20-09-2020                                                                   | 20-09-2020 |  | 305 671(+0,21%) | 6 416(+0,02%)   |
| 21-09-2020                                                                   | 21-09-2020 |  | 306 304(+0,21%) | 6 420(+0,06%)   |
| 22-09-2020                                                                   | 22-09-2020 |  | 306 886(+0,19%) | 6 424(+0,06%)   |
| 23-09-2020                                                                   | 23-09-2020 |  | 307 418(+0,17%) | 6 432(+0,12%)   |
| 24-09-2020                                                                   | 24-09-2020 |  | 308 217(+0,26%) | 6 437(+0,08%)   |
| 25-09-2020                                                                   | 25-09-2020 |  | 309 015(+0,26%) | 6 444(+0,11%)   |
| 26-09-2020                                                                   | 26-09-2020 |  | 309 581(+0,18%) | 6 451(+0,11%)   |
| 27-09-2020                                                                   | 27-09-2020 |  | 310 275(+0,22%) | 6 457(+0,09%)   |
| 28-09-2020                                                                   | 28-09-2020 |  | 310 841(+0,18%) | 6 466(+0,14%)   |
| 29-09-2020                                                                   | 29-09-2020 |  | 311 516(+0,22%) | 6 474(+0,12%)   |
| 30-09-2020                                                                   | 30-09-2020 |  | 312 263(+0,24%) | 6 479(+0,08%)   |
| 01-10-2020                                                                   | 01-10-2020 |  | 312 806(+0,17%) | 6 484(+0,08%)   |
| 02-10-2020                                                                   | 02-10-2020 |  | 313 431(+0,2%)  | 6 499(+0,23%)   |
| 03-10-2020                                                                   | 03-10-2020 |  | 313 984(+0,18%) | 6 507(+0,12%)   |
| 04-10-2020                                                                   | 04-10-2020 |  | 314 616(+0,2%)  | 6 513(+0,09%)   |
| 05-10-2020                                                                   | 05-10-2020 |  | 315 260(+0,2%)  | 6 517(+0,06%)   |
| 06-10-2020                                                                   | 06-10-2020 |  | 315 727(+0,15%) | 6 523(+0,09%)   |
| 07-10-2020                                                                   | 07-10-2020 |  | 316 351(+0,2%)  | 6 535(+0,18%)   |
| 08-10-2020                                                                   | 08-10-2020 |  | 316 934(+0,18%) | 6 544(+0,14%)   |
| 09-10-2020                                                                   | 09-10-2020 |  | 317 595(+0,21%) | 6 552(+0,12%)   |
| 10-10-2020                                                                   | 10-10-2020 |  | 318 266(+0,21%) | 6 558(+0,09%)   |
| 11-10-2020                                                                   | 11-10-2020 |  | 318 932(+0,21%) | 6 570(+0,18%)   |
| 12-10-2020                                                                   | 12-10-2020 |  | 319 317(+0,12%) | 6 580(+0,15%)   |
| 13-10-2020                                                                   | 13-10-2020 |  | 319 848(+0,17%) | 6 588(+0,12%)   |
| 14-10-2020                                                                   | 14-10-2020 |  | 320 463(+0,19%) | 6 601(+0,2%)    |
| 15-10-2020                                                                   | 15-10-2020 |  | 321 218(+0,24%) | 6 614(+0,2%)    |
| 16-10-2020                                                                   | 16-10-2020 |  | 321 877(+0,21%) | 6 621(+0,11%)   |
| 17-10-2020                                                                   | 17-10-2020 |  | 322 452(+0,18%) | 6 638(+0,26%)   |
| 18-10-2020                                                                   | 18-10-2020 |  | 323 019(+0,18%) | 6 654(+0,24%)   |
| 19-10-2020                                                                   | 19-10-2020 |  | 323 452(+0,13%) | 6 659(+0,08%)   |
| 20-10-2020                                                                   | 20-10-2020 |  | 324 077(+0,19%) | 6 673(+0,21%)   |
| 21-10-2020                                                                   | 21-10-2020 |  | 324 744(+0,21%) | 6 692(+0,28%)   |
| 22-10-2020                                                                   | 22-10-2020 |  | 325 480(+0,23%) | 6 702(+0,15%)   |
| 23-10-2020                                                                   | 23-10-2020 |  | 326 216(+0,23%) | 6 715(+0,19%)   |
| 24-10-2020                                                                   | 24-10-2020 |  | 327 063(+0,26%) | 6 727(+0,18%)   |
| 25-10-2020                                                                   | 25-10-2020 |  | 327 895(+0,25%) | 6 736(+0,13%)   |
| 26-10-2020                                                                   | 26-10-2020 |  | 328 602(+0,22%) | 6 739(+0,04%)   |
| 27-10-2020                                                                   | 27-10-2020 |  | 329 375(+0,24%) | 6 745(+0,09%)   |
| 28-10-2020                                                                   | 28-10-2020 |  | 330 200(+0,25%) | 6 759(+0,21%)   |
| 29-10-2020                                                                   | 29-10-2020 |  | 331 108(+0,27%) | 6 775(+0,24%)   |
| 30-10-2020                                                                   | 30-10-2020 |  | 332 186(+0,33%) | 6 795(+0,3%)    |
| 31-10-2020                                                                   | 31-10-2020 |  | 332 993(+0,24%) | 6 806(+0,16%)   |
| 01-11-2020                                                                   | 01-11-2020 |  | 333 970(+0,29%) | 6 823(+0,25%)   |
| 02-11-2020                                                                   | 02-11-2020 |  | 335 093(+0,34%) | 6 835(+0,18%)   |
| 03-11-2020                                                                   | 03-11-2020 |  | 336 260(+0,35%) | 6 849(+0,2%)    |
| 04-11-2020                                                                   | 04-11-2020 |  | 337 573(+0,39%) | 6 867(+0,26%)   |
| 05-11-2020                                                                   | 05-11-2020 |  | 338 875(+0,39%) | 6 893(+0,38%)   |
| 06-11-2020                                                                   | 06-11-2020 |  | 340 251(+0,41%) | 6 923(+0,44%)   |
| 07-11-2020                                                                   | 07-11-2020 |  | 341 753(+0,44%) | 6 943(+0,29%)   |
| 08-11-2020                                                                   | 08-11-2020 |  | 343 189(+0,42%) | 6 968(+0,36%)   |
| 09-11-2020                                                                   | 09-11-2020 |  | 344 839(+0,48%) | 6 977(+0,13%)   |
| 10-11-2020                                                                   | 10-11-2020 |  | 346 476(+0,47%) | 7 000(+0,33%)   |
| 11-11-2020                                                                   | 11-11-2020 |  | 348 184(+0,49%) | 7 021(+0,3%)    |
| 12-11-2020                                                                   | 12-11-2020 |  | 349 992(+0,52%) | 7 055(+0,48%)   |
| 13-11-2020                                                                   | 13-11-2020 |  | 352 296(+0,66%) | 7 092(+0,52%)   |
| 14-11-2020                                                                   | 14-11-2020 |  | 354 461(+0,61%) | 7 109(+0,24%)   |
| 15-11-2020                                                                   | 15-11-2020 |  | 356 904(+0,69%) | 7 141(+0,45%)   |
| 16-11-2020                                                                   | 16-11-2020 |  | 359 032(+0,6%)  | 7 160(+0,27%)   |
| 17-11-2020                                                                   | 17-11-2020 |  | 361 082(+0,57%) | 7 193(+0,46%)   |
| 18-11-2020                                                                   | 18-11-2020 |  | 363 380(+0,64%) | 7 230(+0,51%)   |
| 19-11-2020                                                                   | 19-11-2020 |  | 365 927(+0,7%)  | 7 248(+0,25%)   |
| 20-11-2020                                                                   | 20-11-2020 |  | 368 665(+0,75%) | 7 561(+4,3%)    |
| 21-11-2020                                                                   | 21-11-2020 |  | 371 508(+0,77%) | 7 603(+0,56%)   |
| 22-11-2020                                                                   | 22-11-2020 |  | 374 173(+0,72%) | 7 662(+0,78%)   |
| 23-11-2020                                                                   | 23-11-2020 |  | 376 929(+0,74%) | 7 696(+0,44%)   |
| 24-11-2020                                                                   | 24-11-2020 |  | 379 883(+0,78%) | 7 744(+0,62%)   |
| 25-11-2020                                                                   | 25-11-2020 |  | 382 892(+0,79%) | 7 803(+0,76%)   |
| 26-11-2020                                                                   | 26-11-2020 |  | 386 198(+0,86%) | 7 843(+0,51%)   |
| 27-11-2020                                                                   | 27-11-2020 |  | 389 311(+0,81%) | 7 897(+0,69%)   |
| 28-11-2020                                                                   | 28-11-2020 |  | 392 356(+0,78%) | 7 942(+0,57%)   |
| 29-11-2020                                                                   | 29-11-2020 |  | 395 185(+0,72%) | 7 985(+0,54%)   |
| 30-11-2020                                                                   | 30-11-2020 |  | 398 024(+0,72%) | 8 025(+0,5%)    |
| 01-12-2020                                                                   | 01-12-2020 |  | 400 482(+0,62%) | 8 091(+0,82%)   |
| 02-12-2020                                                                   | 02-12-2020 |  | 403 311(+0,71%) | 8 166(+0,93%)   |
| 03-12-2020                                                                   | 03-12-2020 |  | 406 810(+0,87%) | 8 205(+0,48%)   |
| 04-12-2020                                                                   | 04-12-2020 |  | 410 072(+0,8%)  | 8 260(+0,67%)   |
| 05-12-2020                                                                   | 05-12-2020 |  | 413 191(+0,76%) | 8 303(+0,52%)   |
| 06-12-2020                                                                   | 06-12-2020 |  | 416 499(+0,8%)  | 8 361(+0,7%)    |
| 07-12-2020                                                                   | 07-12-2020 |  | 420 294(+0,91%) | 8 398(+0,44%)   |
| 08-12-2020                                                                   | 08-12-2020 |  | 423 179(+0,69%) | 8 487(+1,1%)    |
| 09-12-2020                                                                   | 09-12-2020 |  | 426 412(+0,76%) | 8 547(+0,71%)   |
| 10-12-2020                                                                   | 10-12-2020 |  | 429 280(+0,67%) | 8 603(+0,66%)   |
| 11-12-2020                                                                   | 11-12-2020 |  | 432 327(+0,71%) | 8 653(+0,58%)   |
| 12-12-2020                                                                   | 12-12-2020 |  | 435 056(+0,63%) | 8 724(+0,82%)   |
| 13-12-2020                                                                   | 13-12-2020 |  | 438 425(+0,77%) | 8 796(+0,83%)   |
| 14-12-2020                                                                   | 14-12-2020 |  | 440 787(+0,54%) | 8 832(+0,41%)   |
| 15-12-2020                                                                   | 15-12-2020 |  | 443 246(+0,56%) | 8 905(+0,83%)   |
| 16-12-2020                                                                   | 16-12-2020 |  | 445 977(+0,62%) | 9 010(+1,2%)    |
| 17-12-2020                                                                   | 17-12-2020 |  | 448 522(+0,57%) | 9 080(+0,78%)   |
| 18-12-2020                                                                   | 18-12-2020 |  | 451 494(+0,66%) | 9 164(+0,93%)   |
| 19-12-2020                                                                   | 19-12-2020 |  | 454 673(+0,7%)  | 9 250(+0,94%)   |
| 20-12-2020                                                                   | 20-12-2020 |  | 457 288(+0,58%) | 9 330(+0,86%)   |
| 21-12-2020                                                                   | 21-12-2020 |  | 458 968(+0,37%) | 9 392(+0,66%)   |
| 22-12-2020                                                                   | 22-12-2020 |  | 460 672(+0,37%) | 9 474(+0,87%)   |
| 23-12-2020                                                                   | 23-12-2020 |  | 462 814(+0,46%) | 9 557(+0,88%)   |
| 24-12-2020                                                                   | 24-12-2020 |  | 465 070(+0,49%) | 9 668(+1,2%)    |
| 25-12-2020                                                                   | 25-12-2020 |  | 467 222(+0,46%) | 9 753(+0,88%)   |
| 26-12-2020                                                                   | 26-12-2020 |  | 469 482(+0,48%) | 9 816(+0,65%)   |
| 27-12-2020                                                                   | 27-12-2020 |  | 471 335(+0,39%) | 9 874(+0,59%)   |
| 28-12-2020                                                                   | 28-12-2020 |  | 473 309(+0,42%) | 9 929(+0,56%)   |
| 29-12-2020                                                                   | 29-12-2020 |  | 475 085(+0,38%) | 9 992(+0,63%)   |
| 30-12-2020                                                                   | 30-12-2020 |  | 477 240(+0,45%) | 10 047(+0,55%)  |
| 31-12-2020                                                                   | 31-12-2020 |  | 479 715(+0,52%) | 10 105(+0,58%)  |
| 01-01-2021                                                                   | 01-01-2021 |  | 482 178(+0,51%) | 10 176(+0,7%)   |
| 02-01-2021                                                                   | 02-01-2021 |  | 484 362(+0,45%) | 10 258(+0,81%)  |
| Fonti: - Ultimo aggiornamento: 02.01.2021 - Ministero della Salute pakistano |            |  |                 |                 |

## Cronistoria
Entro il 18 marzo, i casi erano stati registrati in tutte e quattro le province, i due territori autonomi e il territorio federale di Islamabad.
Il Punjab ha registrato la maggior parte dei casi a oltre 35.300, e ha anche riportato il maggior numero di morti nel paese, per un totale di 659.
Il lockdown a livello nazionale è stato avviato il 1 aprile e esteso successivamente per due volte fino al 9 maggio. Alla fine, il blocco è stato alleggerito in più fasi.
Secondo un rapporto del governo federale, il Pakistan avrebbe potuto aspettarsi 50.000 casi di malattia entro il 25 aprile. Tuttavia, il numero è rimasto sotto i 13.000, circa un quarto di quanto previsto. Una congregazione religiosa giamaicana di Jamaat Tabligh che si è svolta a Lahore all'inizio di marzo 2020 ha favorito l'espansione del virus, rappresentando il 27% dei casi nel paese alla fine de mese di aprile. Sempre ad aprile 2020, il Pakistan ha avviato i test sui vaccini in collaborazione con China National Pharmaceutical Group, una azienda farmaceutica cinese.

## Impatto socio-economico

### Politica
Il 15 marzo, in una videoconferenza delle nazioni della SAARC sulla questione del coronavirus, il Ministro della Sanità Zafar Mirza ha sollecitato l'India a revocare immediatamente il blocco nel Kashmir amministrato dall'India per consentire misure di contenimento del virus.
Il 22 marzo, il primo ministro Imran Khan ha esortato il presidente degli Stati Uniti Donald Trump a revocare temporaneamente le sanzioni contro l'Iran.  Ha dichiarato su Twitter: "Voglio fare appello al presidente Trump per motivi umanitari per revocare le sanzioni contro l'Iran fino alla fine della pandemia di COVID-19".
Lo stesso giorno, il ministro degli Esteri Shah Mehmood Qureshi ha sollevato la questione del debito estero affrontato dal paese e come dovrebbe essere alleviato nel rimborso dei prestiti al telefono con Heiko Maas, il ministro degli esteri tedesco. Secondo quanto riferito, Qureshi ha riferito a Maas che sono necessari sforzi uniti per affrontare la pandemia e che la riduzione del debito potrebbe aiutare il Pakistan a gestire meglio l'epidemia nel paese. Ha inoltre affermato che le sanzioni contro l'Iran dovrebbero essere immediatamente revocate in modo da poter utilizzare le proprie risorse per combattere lo scoppio in corso lì. In risposta, Maas gli assicurò che i problemi sarebbero stati sollevati in occasione della prossima riunione del G7 e della Conferenza dei ministri degli affari esteri dell'Unione europea la prossima settimana. Ha inoltre ribadito la necessità di revocare sanzioni all'Iran per le chiamate con il ministro degli esteri francese Jean-Yves Le Drian e il ministro degli esteri spagnolo Arancha Gonzalez il 24 marzo.

### Economia
Il 2 aprile, il governo del Pakistan ha annunciato che l'economia pakistana aveva perso 2,5 trilioni a causa della pandemia di coronavirus. Alcuni programmi governativi sono stati mantenuti durante la crisi per mantenere occupate le persone. Ad esempio, il programma di rimboschimento dello stabilimento per il Pakistan è stato mantenuto attraverso la pandemia che impiega 60.000 persone. Il 2 giugno, è stato riferito che le esportazioni di mango erano diminuite a causa della pandemia di COVID-19.

### Religione
Molte chiese in Pakistan sono state criticate perché stavano trasgredendo la regola sul distanziamento sociale. Un ritorno di devoti dall'Iran e un raduno religioso a Tablighi e congregazioni di preghiera divennero motivo di preoccupazione a causa del loro potenziale scoppio di un focolaio nel paese.

### Disoccupazione
Il Ministero della Pianificazione ha stimato che da 12,3 a 18,5 milioni di persone perderanno il lavoro a causa della pandemia.